# Grigori Borissowitsch Karassin

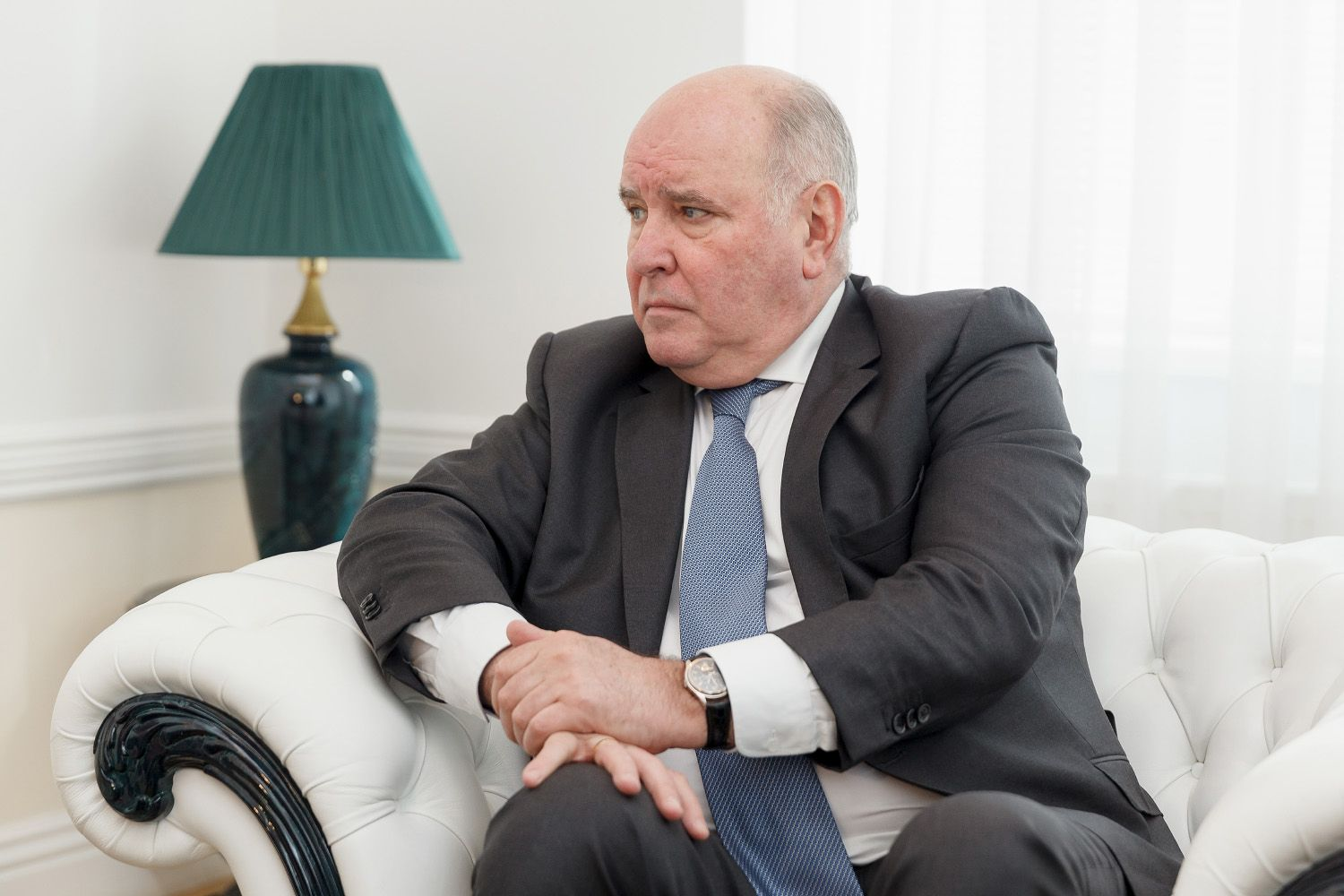
Porträt von Karassin, 2018

Grigori Borissowitsch Karassin (russisch Григорий Борисович Карасин; geboren 23. August 1949 in Moskau) ist ein sowjetisch-russischer Diplomat und Politiker. Seit 2019 ist er Mitglied des russischen Föderationsrates für die Oblast Sachalin und Stellvertretender Außenminister mit dem Spezialgebiet Georgien, Moldau und Zentralasien. In dieser Zeit baute Karassin auch Beziehungen zur Ukraine und zu Georgien auf. Er ist Mitglied der russischen Gruppe für die Friedensgespräche in Riad im Frühjahr 2025, mit dem Ziel, den Krieg gegen die Ukraine zu beenden.

## Leben

### Ausbildung
Karassins Vater war Offizier in der Sowjetarmee und musste oft die Dienstorte wechseln; die Familie zog stets mit um. So kam Grigori in der Stadt Lubny in der Oblast Poltawa in die Schule. Als die Familie wieder in Moskau wohnte (Adresse Universitätsprospekt), konnte der Sohn seine Schulausbildung in der neu eröffneten vierten englischen Spezialschule in der Fotiewa-Straße 14 fortsetzen. Nach dem Abitur begann Grigori Karassin 1966 an der Lomonossow-Universität ein Studium der Orientalistik und Geschichte am Institut für Orientalische Sprachen. An der Universität lernte er auch seine spätere Frau Olga kennen, die am Ersten Medizinischen Institut studierte. Im Jahr 1971 absolvierte Karassin ein einjähriges Praktikum in Nigeria an der Universität von Ibadan. Noch im gleichen Jahr, 1972, schloss er das Studium erfolgreich ab und wurde von dem Institut übernommen, das sich in Institut für Asiatische und Afrikanische Länder (ISAA) umbenannte und umorientierte.

### Karriere
Er begann als Dolmetscher in der sowjetischen Botschaft im Senegal, von 2000 bis 2005 war er Botschafter im Vereinigten Königreich mit Sitz in London. Danach arbeitete Karassin auch kurz in Australien.
Karassin war im Jahr 1991 Mitglied der Normandie-Gruppe, die die Minsker Vereinbarungen ausarbeitete und für deren Umsetzung zuständig war. Nach der Annexion der Krim war er für die Beziehungen zwischen der Stadt Sewastopol und Russland verantwortlich.
Seit einigen Jahren gehen Karassins Bemühungen dahin, die Beziehungen zwischen Georgien und Russland zu verbessern, was ihm trotz unterschiedlicher Ansichten der dortigen Politiker über die Zukunft Abchasiens und Südossetiens einigermaßen gelingt. Im Jahr 2019 wurde Karassin zum Mitglied des Föderationsrates der Region Sachalin nominiert. Hier gelang und gelingt es ihm, für die Modernisierung der Verkehrsinfrastruktur des Fernen Ostens und für die Instandsetzung der Grenzkontrollstellen zu sorgen. Außerdem ist er Mitglied des Rates für Außen- und Verteidigungspolitik und leitet seit März 2021 den Ausschuss für internationale Angelegenheiten des Föderationsrates.

## Staatliche Auszeichnungen
- 1996 – Medaille des „Verdienstordens für das Vaterland II“
- 1999 – Orden der Freundschaft
- 2007 – Orden der Russisch-Orthodoxen Kirche des Ehrwürdigen Sergius von Radonesch, Grad II; 
Medaille des Sicherheitsrates der Russischen Föderation „Für Verdienste um die Gewährleistung der internationalen Sicherheit“
- 2009 – Verdienstorden für das Vaterland IV; Orden der Völkerfreundschaft
- 2012 – Medaille des Sicherheitsrates der Russischen Föderation „Für Verdienste um die Gewährleistung der nationalen Sicherheit“
- 2014 – Orden der Russischen Orthodoxen Kirche des Heiligen Fürsten Daniel von Moskau, II; Medaille „Für die Befreiung der Krim und Sewastopols“; Alexander-Newski-Orden
- 2019 – Medaille „Für den Beitrag zur Entwicklung der Eurasischen Wirtschaftsunion“; Verdienstorden für das Vaterland III; Orden des Ehrwürdigen Seraphim von Sarow, Erste Klasse;  Ehrenorden (Moldawien); Dostyk-Orden II. Grades (Kasachstan)
- 2023 – Ehrenorden und Orden der Freundschaft (Südossetien)
- 2024 – Verdienstorden für das Vaterland II. Klasse

## Privates
Im Jahr 1971 heiratete er Olga. Die Familie hat zwei Kinder, die älteste Tochter wurde im Senegal geboren, die jüngste wuchs in Australien auf. Inzwischen (Stand 2024) haben sie sieben Enkelkinder. − Karassin spricht neben Russisch die Fremdsprachen Englisch, Französisch und Hausa.